# Ixtacomitán
Ixtacomitán es una localidad del estado de Chiapas, en el sur de México cabecera del municipio homónimo.

## Geografía
Está ubicada en la posición 17°25′45″N 92°2′1″O / 17.42917, -92.03361, a una altitud de 166 m s. n. m.

## Toponimia
El nombre Ixtacomitán proviene del náhuatl y se traduce como "abundancia de fiebre".

## Demografía
Cuenta con 5309 habitantes lo que representa un incremento promedio de 0.96% anual en el período 2010-2020 sobre la base de los 4835 habitantes registrados en el censo anterior. Ocupa una superficie de 1.539 km², lo que determina al año 2020 una densidad de 3449 hab/km².
| Gráfica de evolución demográfica de Ixtacomitán entre 2000 y 2020 |
|                                                                   |
| Fuente: Instituto Nacional de Estadística Geografía e Informática |

La población de Ixtacomitán está mayoritariamente alfabetizada (6.08% de personas analfabetas al año 2020) con un grado de escolarización en torno de los 9 años. El 25.33% de la población es indígena.